# Louder than Words (chanson de David Guetta et Afrojack)
Pour les articles homonymes, voir Louder than Words.
Singles de David Guetta et Afrojack featuring Niles Mason
I Wanna Go Crazy
(2009) Lunar
(2011)
Pistes de One More Love
Missing You Freak
Louder than Words est une chanson du DJ français David Guetta en collaboration avec le DJ hollandais Afrojack, et le chanteur Niles Mason. Le single sort sous format numérique le 2 juillet 2010 dans le monde entier. Le titre se classe 35e en Autriche.

## Liste des pistes
| 1. | Louder Than Words (Radio Edit) (feat. Niles Mason)   | 3:04 |
| 2. | Louder Than Words (Original Mix) (feat. Niles Mason) | 6:00 |
| 3. | Louder Than Words (Album Edit) (feat. Niles Mason)   | 4:18 |

## Classement
| Classement (2010)            | Meilleure position |
| ---------------------------- | ------------------ |
| Autriche (Ö3 Austria Top 40) | 35                 |

## Historique de sortie
| Pays   | Date de sortie | Format                 | Label       |
| ------ | -------------- | ---------------------- | ----------- |
| France | 2 juillet 2010 | Téléchargement Digital | Virgin, EMI |